# 沙木涌
沙木涌是位于中国西藏自治区东北部和青海省东南部的一条河流，是吉曲右岸支流。发源于西藏自治区昌都市丁青县布塔乡杂热巴以北，自源头向西北流，左纳改多曲后逐渐转向东北流，经布塔乡政府驻地，右纳等曲（丁曲）后进入青海省玉树藏族自治州杂多县境内，最后于杂多县与囊谦县交界处汇入吉曲。河流全长82千米，流域面积1412平方千米，落差908米。